# Bang Bang Bang
A Bang Bang Bang egy promóciós kislemez a Selena Gomez & the Scene amerikai együttestől. A szám a When the Sun Goes Down albumon kapott helyet. Selena Gomez, Toby Gad, Meleni Smith és Priscilla Hamilton írta a dalt. 2011. június 7-én jelent meg, digitális letöltés formájában.
Ezt követte a Dices (Who Says spanyol változata 14-én és a Love You Like a Love Song 21-én. A szerzemény a Hit the Lights és We Own the Night mellett esélyes rá, hogy az album harmadik kislemeze legyen.

## Témája
Kezdetben olyan hírek kerültek elő a dallal kapcsolatban, hogy Nick Jonasról és Justin Bieberről szól. Később Selena egy YouTube csatornájára feltöltött videójában megcáfolta ezt.

## Háttér
A Hollywood Records hivatalos Facebook oldalára került fel egy előzetes először. 2011. május 28-án Selena Twitter fiókján bemutatta a dal borítóját, majd egy részletet a számból.
Az amerikai iTunes-on június 7-től lett megvásárolható.

## Fordítás
Ez a szócikk részben vagy egészben  a   Bang Bang Bang (Selena Gomez & the Scene song) című angol Wikipédia-szócikk fordításán alapul.  Az eredeti cikk szerkesztőit annak laptörténete sorolja fel. Ez a jelzés csupán a megfogalmazás eredetét és a szerzői jogokat jelzi, nem szolgál a cikkben szereplő információk forrásmegjelöléseként.